# Schwingsaitenaufnehmer
Ein Schwingsaitenaufnehmer ist ein Sensor zur Messung von Größen, die sich auf die Spannkraft einer Saite übertragen lassen. Dazu gehören Dehnung, Masse, Kraft, Druck und Temperatur. Der Schwingsaitenaufnehmer setzt die Spannkraft auf eine Saite in eine mechanische Schwingung um, die wiederum in ein elektrisches Frequenzsignal umgewandelt wird.

## Physikalische Erklärung
Eine Saite, welche mit einer Kraft F gespannt ist, kann mit festgelegten Eigenfrequenzen schwingen.
{\displaystyle {f}_{n}={\frac {n}{2}}\cdot {\sqrt {\frac {F}{m\cdot l}}}}
wobei: 

{\displaystyle {f}_{n}} … Eigenfrequenzen der Saite

{\displaystyle n\in \mathbb {N} }

{\displaystyle F} … spannende Kraft 

{\displaystyle m} … Masse 

{\displaystyle l} … Länge 

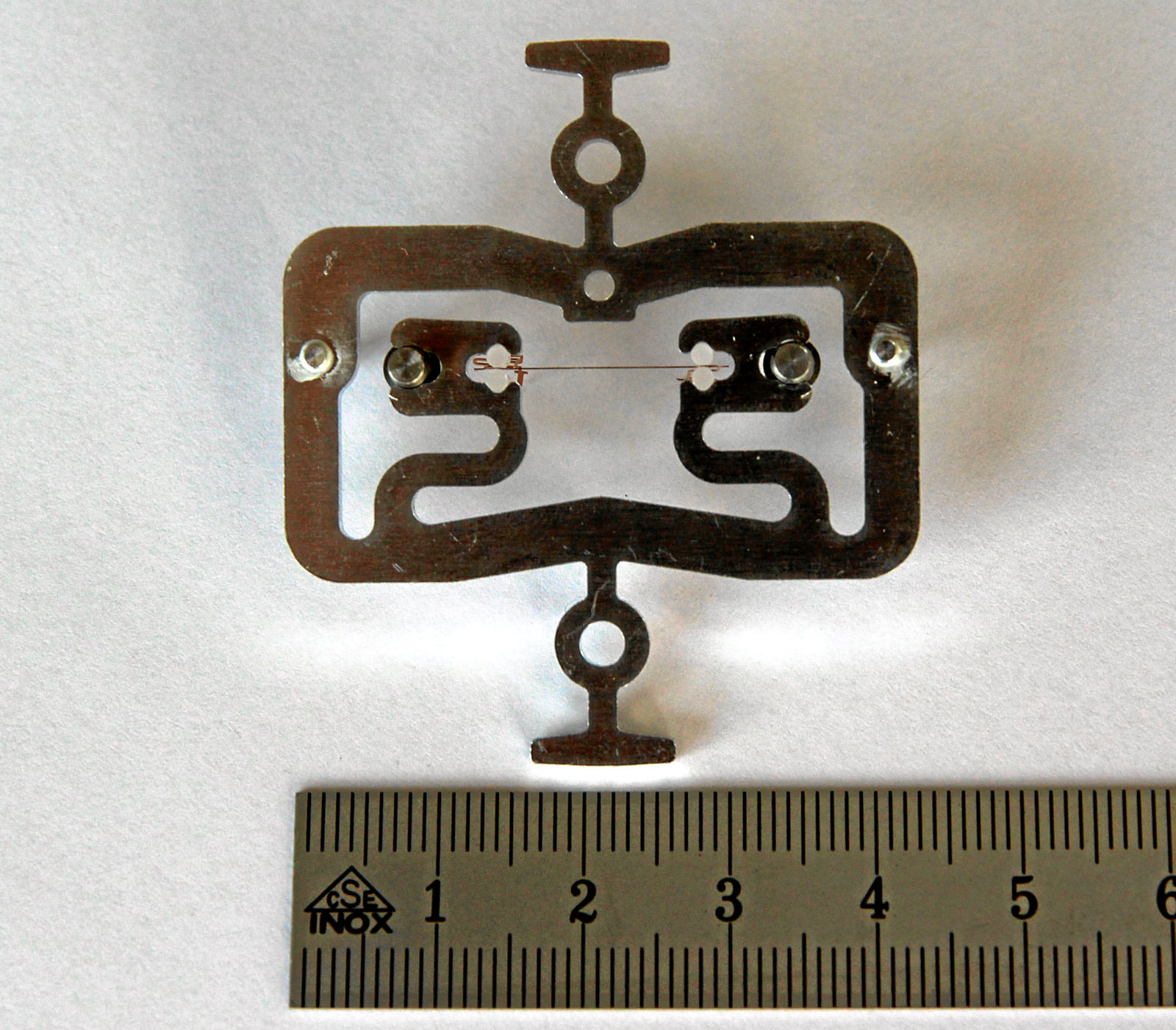
Mechanische Integration einer Schwingsaite in einen Aufnehmer. Zur besseren Erkennbarkeit der Saite sind Elektronik und Magnet entfernt.

Ein harter Schlag auf die Saite würde eine Überlagerung (Superposition) aller Eigenfrequenzen zur Folge haben. Dabei nimmt die Energie mit höheren Frequenzen stark ab.

## Technische Realisierung

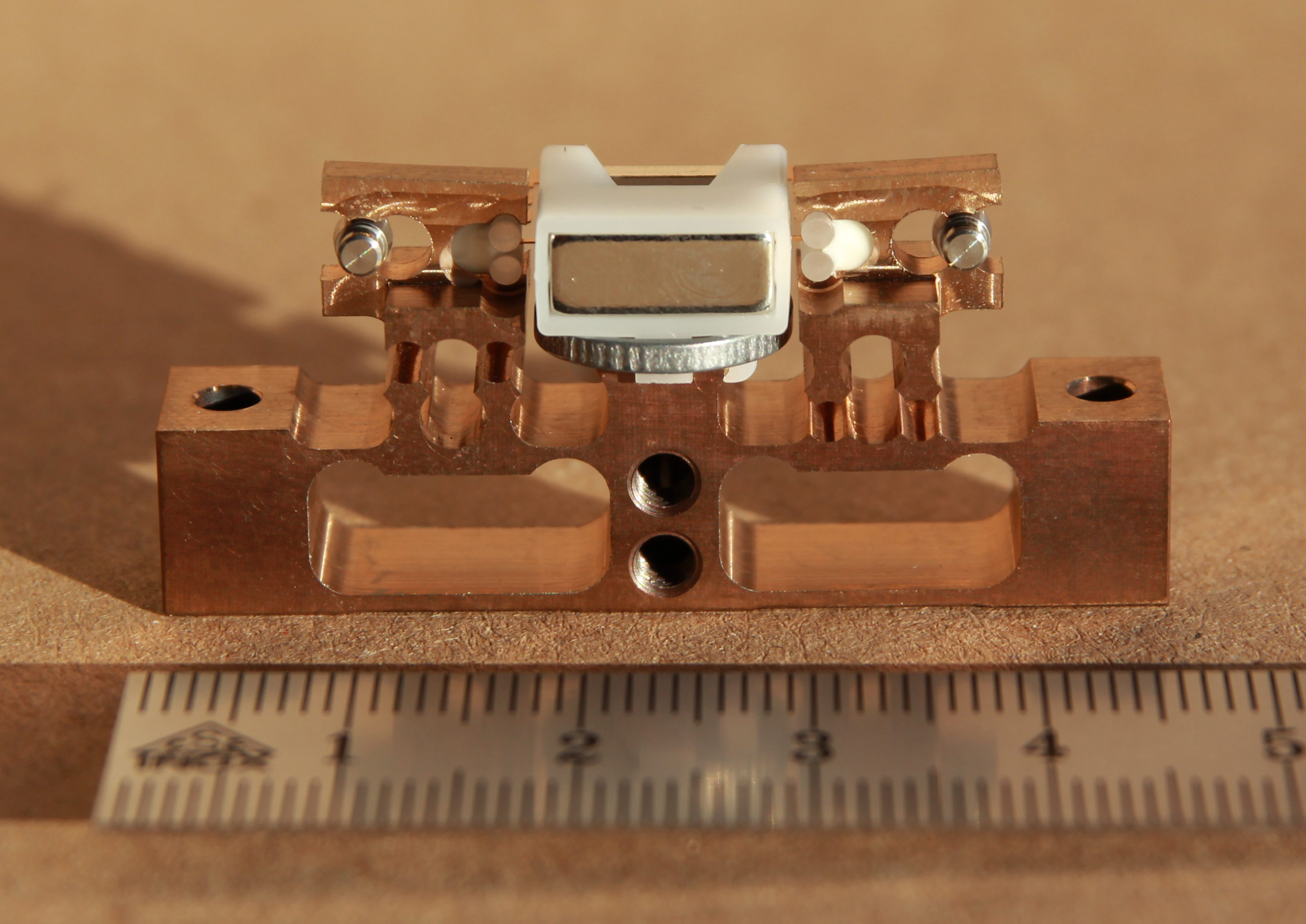
Schwingsaitenaufnehmer für schnelle Lastwechsel, der mit der zweiten Harmonischen (n=2) betrieben wird. Die Schwingsaite wird vom Magneten verdeckt.

Eine Saite, die gleichzeitig mit mehreren Frequenzen schwingt, ist als Messinstrument nur schwer beherrschbar.
Deshalb werden gezielt einzelne Eigenfrequenzen angeregt. Üblich sind technische Realisierungen mit n=1 oder n=2.
Die Erregung der Saite erfolgt meist induktiv oder piezoelektrisch, die Aufnahme der Schwingfrequenz erfolgt induktiv, kapazitiv oder piezoelektrisch.
Eine reale Schwingung (Gütefaktor der Saite ist nicht unendlich groß) unterliegt einer Dämpfung. Zur Erhaltung der Schwingung ist deshalb eine Anregung notwendig.
Zwei Betriebsarten sind möglich:
- Erregung mit einem Impuls und anschließende Aufnahme der freien Schwingung
- kontinuierlicher Betrieb mit erzwungenen Schwingungen (der Saitensensor ist Bestandteil eines Oszillators)

Durch die Zuführung von Energie wird aus der freien Schwingung eine Erzwungene Schwingung, deren Resonanzfrequenz bei schwacher Dämpfung nahe bei der Eigenfrequenz liegt.

## Eigenschaften

### Auflösung
Für die Auflösung mit einer einzelnen Schwingsaite wird 1:4,000,000 angegeben.
Bei der Kombination von zwei Schwingsaiten zur Kompensation der variierenden Erdschwere (Massenmessung) wird eine Auflösung von 1:2,000,000 angegeben.

### Linearität
Durch  Abhängigkeit zwischen anliegender Kraft und dem Quadrat der gemessenen Frequenz ist hoch linear. In der Literatur wird eine Abweichung von 0,02 % von der idealen Geraden angegeben.

### Langzeitstabilität
Die Langzeitstabilität von Schwingsaitenaufnehmern ist eine herausragende Eigenschaft. In der Literatur wird die Abweichung mit 0,01 % pro Jahr angegeben. Schwingsaitenaufnehmer eignen sich also hervorragend für Anwendungen, bei denen eine regelmäßige Nullung entweder nicht möglich ist (Silowaagen, Lagerwaagen), oder nicht sinnvoll (geologische Bewegungen oder Beobachtung von Gebäuden).

### Dynamisches Verhalten
Die Grenze für die Messbarkeit dynamischer Kraftverläufe liegt aktuell bei einer Bandbreite von ca. 1000 Hz.

### Wegarmes Messen
Die Erhöhung der Frequenz der Schwingsaite geschieht nicht durch eine Streckung, sondern durch die bloße Erhöhung der Kraft. Die Verlängerung der Saite ist bei geeigneter Materialwahl sehr klein. Die Bewegungen in den Messelementen sind also auch sehr klein. Im Vergleich dazu benötigt ein Dehnungsmessstreifen einen Weg (Verlängerung des Materials bei gleichzeitiger Verdünnung), um ein Messsignal zu erzeugen.
Unterliegt eine auf Dehnungsmessstreifen basierende Lastzelle häufigen Lastwechseln, so neigt sie zu Materialermüdung und Bruch. Durch den Einsatz einer Schwingsaite sind nur minimale Verformungen der Lastzelle notwendig und Brüche aufgrund von  Materialermüdung werden verhindert. Dies ist ein Grund dafür, dass sich auf Müllsammelfahrzeugen Lastzellen auf der Basis von Schwingsaitenaufnehmern durchgesetzt haben.

### Signalausbeute
Ein Schwingsaitenaufnehmer mit einer tiefsten Frequenz von 9000 Hz kann zerstörungsfrei bis 21000 Hz betrieben werden. In der Praxis wird nur die Hälfte dieses Bereichs genutzt, um  hohe Überlasten tolerieren zu können.

### Überlastfestigkeit
Ein Schwingsaitenaufnehmer kann zerstörungsfrei bis zum zweifachen seiner Nominallast belastet werden.

### Aktiver Aufnehmer
Ein Fehler im Aufnehmer führt zu einem Wegfall des Frequenzsignals. Eine vorhandene Saitenfrequenz ist also ein eindeutiger Indikator für eine ordnungsgemäß funktionierenden Aufnehmer.

### Geringe Leistungsaufnahme
Die Erregerelektronik eines aktuellen Schwingsaitenaufnehmers verbraucht weniger als 15 mW elektrische Leistung. Durch diese geringe Leistung kommt es auch nicht zu Problemen durch Eigenerwärmung.

## Störgrößen

### Temperatur
Temperatureffekte werde größtenteils dadurch ausgeglichen, dass die Konstruktion, die die Saite hält, aus einem Werkstoff mit gleicher thermischer Ausdehnung gefertigt wird. Für Anwendungen, welche hohe Genauigkeiten erfordern, werden Kalibrationswerte abgespeichert und entsprechend angewendet.

### Kriechen
Ein großer Vorteil von Schwingsaitenaufnehmern ist ihre geringe Tendenz zum Kriechen. Da alle verwendeten Werkstoffe entweder metallisch oder kristallin sind, kann das Kriechen auf ein Minimum reduziert werden. Moderne Schwingsaitenaufnehmer sind so konstruiert, dass es im vorgesehenen Messbereich und im nahen Überlastbereich zu keinen plastischen Deformationen (Fließen) kommt.

### Querempfindlichkeit
Die Schwingsaite besitzt an sich keinerlei Querempfindlichkeit, da eine Querbelastung nicht die Spannkraft der Saite ändert. Eine ungeschickte Halterung der Saite kann diese positive Eigenschaft jedoch zunichtemachen.

### Hysterese
Die Schwingsaite selbst besitzt keine messbare Hysterese. Die mechanische Halterung der Saite kann diese jedoch herbeiführen. Eine gute Materialwahl und geschickte Konstruktion kann die Hysterese auf einem niedrigen Niveau halten.

### Feuchtigkeit
Nicht kondensierende Feuchtigkeit hat keinen Einfluss. Kondensierendes Wasser wird durch die Saitenschwingung weggeschleudert. Jedoch kann kondensierendes Wasser zu Kurzschlüssen der messenden Elektronik führen, was durch Lacküberzüge verhindert werden kann. Bei völligem Eintauchen in eine Flüssigkeit kommt die mechanische Schwingung der Saite zum Erliegen.

### Kernstrahlung
Das Prinzip der schwingenden Saite ist durch Kernstrahlung nicht beeinflussbar. Die Verwendbarkeit ist durch die Kernstrahlungsempfindlichkeit der verwendeten Elektronik bestimmt.

### Elektromagnetische Strahlung
Da die Saite induktiv zum Schwingen gebracht wird und je nach Messprinzip die Frequenz auch induktiv gemessen wird, können magnetische Wechselfelder einen Einfluss haben. Die elektrische Schlaufe, die schwingende Saite und Elektronik bilden, muss deshalb möglichst klein gehalten werden. Das gelingt sehr gut, indem Elektronik und Saite räumlich nah angebracht werden. In der Praxis bestehen auch Schwingsaitenaufnehmer ohne abschirmendes Gehäuse alle gängigen EMV-Tests.

## Anwendung

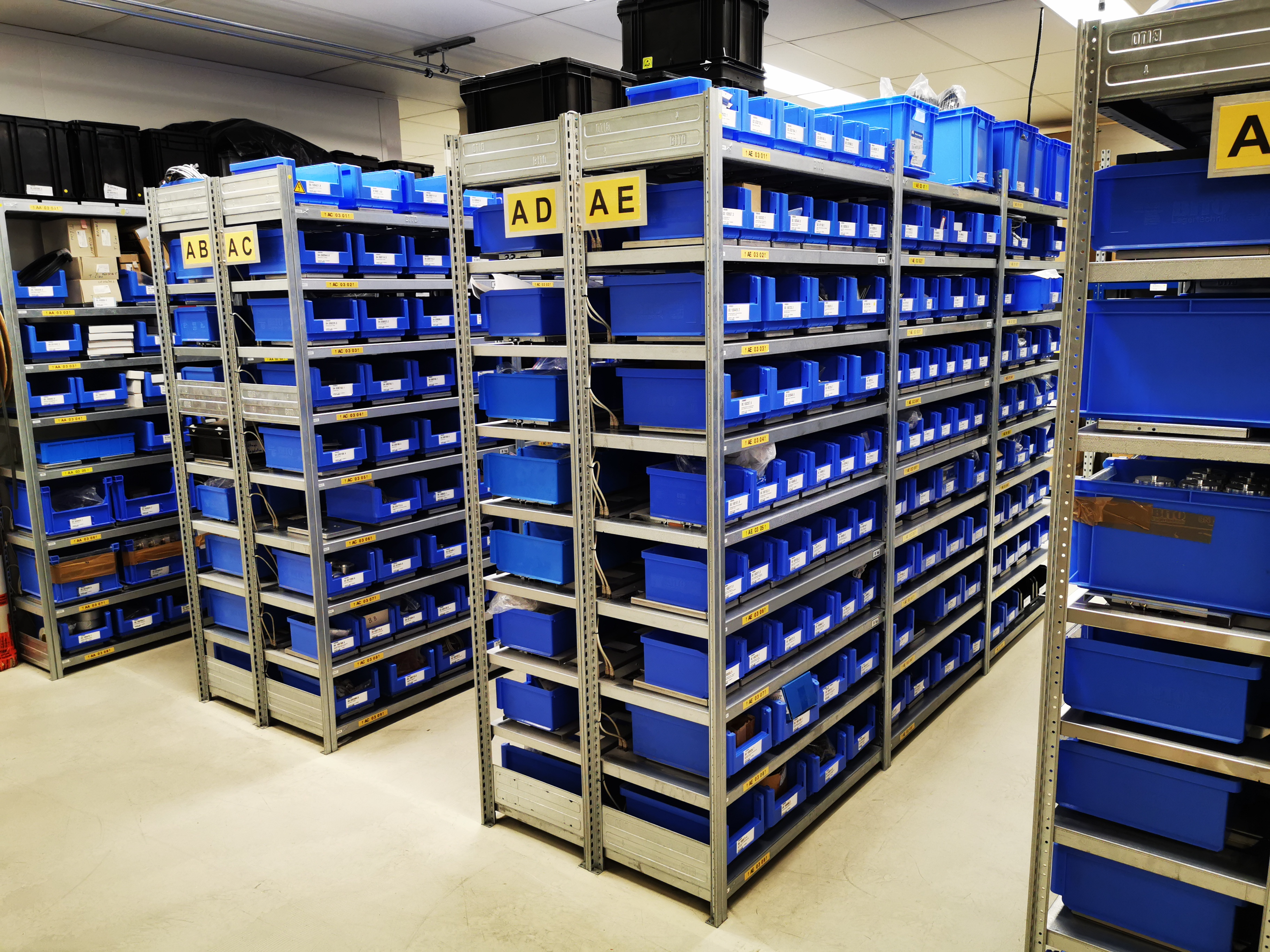
Lagerbestandserfassung: jede einzelne Box wird gewogen

Wegen ihrer hohen Robustheit und ihrem geringen Kriechen werden Schwingsaitenaufnehmer in einer Vielzahl von Anwendungen eingesetzt, wie zum Beispiel:
- Aufbauwaagen auf Nutzfahrzeugen (der Laderaum liegt auf Schwingsaitenaufnehmern auf)
- Aufzug-Steuerung (der Schwingsaitensensor wird dazu auf ein Strukturelement mit Biegebelastung oder Schubbelastung aufgeschraubt)[4]
- Bandwaagen
- Dosierwaagen
- Bauwerksüberwachung (Staudämme, Brücken, Gebäude)
- Geotechnologie (Frühwarnsysteme für Felsstürze)
- Lagerbestandserfassung (Materiallager, die durch eingebaute Waagen ständig die Anzahl der eingelagerten bzw. entnommenen Artikel überwachen)[6]
- Müllentsorgung (die hydraulisch angehobenen Müllbehälter werden während der Hubbewegung gewogen)
- Silowaagen (hohe Anforderungen an Langzeitstabilität)
- Stahlgussroboter (die Pfanne mit dem geschmolzenen Stahl wird für die exakte Dosierung kontinuierlich gewogen)
- Überfahrwagen für Schienenfahrzeuge und Straßenfahrzeuge (hohe Anforderungen an Robustheit und Ansprechgeschwindigkeit)